# AES (криптографија)
 (енгл. Advanced Encryption Standard, напредни стандард за енкрипцију) је спецификација за енкрипцију електронских података. Усвојен је од стране Владе САД и користи се широм света. AES је заменио претходно коришћени стандард DES. AES је алгоритам симетричног кључа, што значи да се исти кључ користи и за енкрипцију и за декрипцију података.
У Сједињеним Државама, AES је најавио Национални институт за стандарде и технологију (НИСТ) као Савезни стандард за обраду информација (енгл. FIPS) PUB 197 (FIPS 197) 26. новембра, 2001. након петогодишњег процеса стандардизације током кога је петнаест конкурентских нацрта оцењивано и одабран је најпримеренији. Ступио је на снагу као стандард Савезне владе САД 26. маја, 2002. након одобрења од стране Комесара за трговину. Доступан је у многим различитим пакетима енкрипције. AES је прва јавно доступна и отворена шифра коју је Државна безбедносна агенција (НСА) одобрила за заштиту тајних података.
Првобитно названу Rijndael, шифру су развила два белгијска криптографа, Jоан Дајмен и Винсент Рејмен, и они су је предали у поступак избора за AES. Име Rijndael је игра речи базирана на именима изумитеља.